# Marie Erhartová
Marie Erhartová (* 12. října 1937 Sedlce) je česká fotografka, jejíž fotografická tvorba je zaměřená na krajinnou fotografii, památky a na fotografie hub.

## Život
Narodila se ve vesnici Sedlce, která je součástí větší obce Svatý Jan na Malší v okrese České Budějovice. Vystudovala Střední pedagogickou školu v Prachaticích, kde v roce 1955 maturovala. Působila jako učitelka mateřské školy. Spolu s manželem Josefem Erhartem (1923–2009), též učitelem se věnovala od mládí fotografování, zejména hub a kulturních a přírodních památek jižních Čech. Oba manželé byli v oboru fotografie samouky. Několik let působila s manželem v Loučovicích, kde v roce 1959 připravili a vydali svoji první knihu Krásy jižních Čech, ve které představili památky a krajinu Českokrumlovska a Vyšebrodska. Manželé byli protagonisty krajinářské fotografie a jejich tvorba se vztahuje zejména na jižní Čechy. Společně vydali více než 40 titulů knih. Minimálně 17 titulů jsou tituly z mykologie. Atlasy hub a houbařské kuchařky provázené stovkami barevných fotografií vycházely ve značných nákladech a často ve více reedicích německy, francouzsky, italsky, švédsky a nizozemsky. Vrcholem jejich fotografické tvorby jsou knihy fotografií o Šumavě. První knihu o Šumavě vydali německy v roce 1955 s úvodním slovem Ladislava Stehlíka. Pro Jihočeský kraj vydali v roce 2005 reprezentační knihu se 179 unikátními barevnými fotografiemi a s podrobnými trojjazyčnými popisky. Autorem textové části knihy byl Jan Stráský.
Své fotografie nejdříve pořizovali Pentacon-Sixem, později si pořídili malý fotoaparát na kinofilm. Manželé žili v obci Plav u Českých Budějovic.

## Dílo (výběr)
- Šumava. Praha: Sportovní a turistické nakladatelství, 1965. 148 nečíslovaných stran.
- 108 Paddestoelen in kleuren: Praktische leidraad voor de paddestoelenliefhebber. Zutphen: B.W.J. Thieme, 1978. 62, [2] s. Thieme's zakboeken voor natuurvrienden.
- České Budějovice. 1. vydání. Praha: Panorama, 1980. 161 stran. Naše vlast.
- Josef a Marie Erhartovi: krajina ve fotografii: Okresní vlastivědné muzeum v Českém Krumlově, březen a duben 1981. Český Krumlov: Okresní vlastivědné muzeum, 1981. 1 nestránkovaný sv.
- Tidens svampguide. Stockholm: Tiden, 1981. 295 s.
- Šumava od A do Z. Vydání druhé, doplněné a upravené. České Budějovice: Jihočeské nakladatelství, 1984. 226 stran.
- Jihočeská píseň: [fot. publ.]. 1. vyd. Čes. Budějovice: Jihočeské nakladatelství, 1985. [281] s. barev. obr příl.
- Jihočeská houbařská kuchařka. 2. upr. vyd., Ve Svépomoci 1. Praha: Svépomoc, 1986. 344 s.
- Mushrooms and Other Fungi. London: Octopus, [1990]. 286 s. A Field Guide in Colour.
- Der grüne Böhmerwald. České Budějovice: Nakladatelství Jihočeských tiskáren, 1993. 159 s. ISBN 80-901120-7-2
- Krásy Šumavy = Beautés de la Foret de Boheme = Beauties of Šumava = Bellezze della Selva Boema. 1. vyd. České Budějovice: Nakladatelství Jihočeských tiskáren, 1994. 159 s.
- Naše houby. 1. vyd. Sušice: Radovan Rebstöck, 2000. [58] s.
- Stráský, Jan. Jihočeský kraj = Region Südböhmen = South Bohemian Region. Plav [u Českých Budějovic]: Josef Erhart, 2005. [124], 24 s.
- Houbařský atlas: 380 druhů jedlých a jedovatých hub. Vyd. 4. Český Těšín: FINIDR, [2006?]. 380, [10] s
- Šumava = Böhmerwald: fotografie z let 1959–2009. České Budějovice: Josef Erhart, 2009. [144] s.
- Vreckový atlas húb. Praha: Ottovo nakladatelství, ©2014. 296 s.
- Kapesní atlas hub. Praha: Ottovo nakladatelství, s.r.o., [2018], 304 stran.  ISBN 978-80-7451-695-5